# 曲沃古城遗址
曲沃古城遗址，位于山西省临汾市曲沃县西南2公里与侯马市交界处的凤城村附近，是中华人民共和国山西省文物保护单位之一。
1965年5月24日，授予山西省文物保护单位，是一座古遗址。